# Le Favril (Eure)
Le Favril è un comune francese di 167 abitanti situato nel dipartimento dell'Eure nella regione della Normandia.

## Società

### Evoluzione demografica
Abitanti censiti